# Филолог (апостол от 70)
Свято́й апо́стол Филоло́г — апостол от семидесяти.
Филолога приветствует ап. Павел в послании к Римлянам: «Приветствуйте Филолога и Юлию, Нирея и сестру его, и Олимпана, и всех с ними святых. (XVI, 15)» Более никаких сведений об этом апостоле нет в книгах Нового Завета. Кто была Юлия, упоминаемая вместе с Филологом, трудно сказать, так как ап. Павел кроме её имени ничего о ней не сказал. Некоторые считают её за сестру св. Филолога, а другие (Ориген) за его супругу. В некоторых кодексах Нового Завета в 15 стихе XVI главы послания к Римлянам поставлено: «Целуйте Филолога и Юлия» (а не Юлию) и потому считают мужчиною, а не женщиною и полагают, что это был один из представителей церкви Римской (Migne. Dictionnaire de la Bible., II tom). Церковное предание св. Филолога причисляет к 70 апостолам и считает его учеником святого апостола Павла. Дорофей, Епифаний и др. считают св. Филолога учеником и спутником апостола Андрея. В греческом Синаксаре о св. Филологе сказано: "Ап. Павел в своём послании к Римлянам (XVI, 15) пишет: Целуйте Филолога и Юлию (др.-греч. ἀσπάσασθε Φιλόλογον καὶ Ἰουλίαν). Был поставлен от ап. Андрея Первозванного во епископа в городе Синопе.
В славянской Четьи Минее св. Димитрия Ростовского о нём сказано: «Филолог святый, его же в римстей епистолии воспоминает Павел святый глаголя: Целуйте Филолога (Рим. XVI, 15): поставлен бысть св. Андреем во епископа в Синоп». В Прологе к Четьи Минейному сказанию прибавлено: «Филолог претерпел много несчастий и скорбей, многих научил и привёл ко Христу». В «Деяниях (или сказаниях) ап. Андрея» упоминается в числе его спутников Филолог.
Память св. Филолога в православной церкви совершается 5 (18) ноября вместе с апп. Патровом, Ермом, Гаием и Лином, а также 4 (17) января в соборе св. 70 Апостолов. Католики отмечают его память 4 ноября, вместе с Криспом и Гаием.

## Жизнеописание
По римским преданиям, Филолог был знатный римлянин, сын св. Персиды, упоминаемой апостолом Павлом в послании к Римлянам (XVI, 12). С молодых лет служил в преторианской гвардии, отличался мужеством и красотою; случайно познакомился с Акилой, которого он защитил от грубых оскорблений языческой толпы. Юлия, отличавшаяся необыкновенной красотою, была его супругою; находилась в родстве с Персидою, у которой была ещё дочь Клавдия. Через посредство Акилы молодая чета познакомилась с апостолом Павлом во время его первых римских уз и им была обращена в христианскую веру, но Филолог не желал оставлять выгодной при дворе службы и был потаённым христианином. Вскоре по освобождении ап. Павла из уз и отбытия его из Рима в 64 году Нероном был подожжён город, и в сожжении столицы обвинены были христиане, за что, по приказанию императора, мнимые виновники преступления были преданы страшной казни: христиане, облитые смолой и горючими веществами, были сожжены и представляли собой огненные факелы в садах Нерона. Филолог и Юлия не попали в число первых жертв Нерона. Положение Филолога в преторианской гвардии некоторое время отклоняло от него подозрения в принадлежности к христианству. После ужасной казни римских христиан Филолог решился пойти и объявить себя христианином; некоторые из братии убеждали его пощадить себя и юную жену, что видимо смутило его, но Юлия прекратила внутреннюю борьбу своего мужа. Она, обратившись к Филологу, твёрдым голосом произнесла: «Где поставил нас Господь, там мы и должны быть и не страшиться высказывать доброе исповедание Его. В жизни и в смерти мы — чада Его». На следующий день Филолог и Юлия явились к префекту Рима, жестокому Тигеллину и исповедали себя христианами. Филолог выступил кровожадным тираном, признал себя открыто христианином, и высказал сожаление, что он не исповедал свою веру раньше, боясь лишиться места в преторианской гвардии. Их приговорили к сожжению. Нерон распорядился, чтобы муж и жена сгорели вместе на одном костре.